# 남김천대로
남김천대로(Namgimcheon-daero)는 경상북도 김천시 대덕면 대리 배터재(배티고개)와 양천동 양천 교차로를 잇는 경상북도의 도로이다.
본래 전 구간 국도 제3호선에 속했으나 2015년 12월 29일 구성지례로가 개통되면서 일부 구간이 구성지례로와 중복되며, 국도 지정에서 해제되었다.

## 역사
- 2009년 7월 10일 : 2개 이상 시·도에 걸쳐 있는 도로로 남김천대로를 고시[1]

## 주요 경유지
경상북도
- 김천시 (대덕면 · 지례면 · 구성면 · 양금동)

## 노선 경로
| 이름                 | 접속 노선                                | 소재지        | 소재지            | 비고                                    |
| 웅양로와 직결        | 웅양로와 직결                            | 웅양로와 직결 | 웅양로와 직결     | 웅양로와 직결                           |
| -------------------- | ---------------------------------------- | ------------- | ----------------- | --------------------------------------- |
| 대동 교차로          |                                          | 김천시        | 대덕면            | 국도 제3호선 구간                       |
| (대동)               | 지방도 제1099호선 (우두령로)             | 김천시        | 대덕면            | 국도 제3호선 구간                       |
| 임기교 화전교 매화교 |                                          | 김천시        | 대덕면            | 국도 제3호선 구간                       |
| 관기삼거리           | 국도 제30호선 (대덕로)                   | 김천시        | 대덕면            | 국도 제3, 30호선 구간                   |
| 대덕면행정복지센터   |                                          | 김천시        | 대덕면            | 국도 제3, 30호선 구간                   |
| 대덕삼거리           | 국도 제30호선 (증산로)                   | 김천시        | 대덕면            | 국도 제3, 30호선 구간                   |
| 중산교               |                                          | 김천시        | 대덕면            | 국도 제3호선 구간                       |
| (속수)               | 지방도 제903호선 (증산1로)               | 김천시        | 지례면            | 국도 제3호선 구간 지방도 제903호선 구간 |
| 신평 교차로          | 국도 제3호선 (구성지례로) 관덕길         | 김천시        | 지례면            | 국도 제3호선 구간 지방도 제903호선 구간 |
| 신평교               |                                          | 김천시        | 지례면            | 지방도 제903호선 구간                   |
| 신지례교             |                                          | 김천시        | 지례면            | 지방도 제903호선 구간                   |
| 상부삼거리           | 지방도 제903호선 (부항로)                | 김천시        | 지례면            | 지방도 제903호선 구간                   |
| 상부정류소           |                                          | 김천시        | 지례면            |                                         |
| 상부 교차로          | 국도 제3호선 (구성지례로)                | 김천시        | 지례면            | 구성지례로와 중복                       |
| 지례1 교차로         | 장터1길                                  | 김천시        | 지례면            | 구성지례로와 중복                       |
| 지례2 교차로         | 향교길                                   | 김천시        | 지례면            | 구성지례로와 중복                       |
| 지례3 교차로         | 국도 제3호선 (구성지례로) 장터길         | 김천시        | 지례면            | 구성지례로와 중복                       |
| 교리 교차로          | 국도 제3호선 (구성지례로)                | 김천시        | 지례면            | 지방도 제901호선 구간                   |
| 무릉교               |                                          | 김천시        | 지례면            | 지방도 제901호선 구간                   |
| 구성면               |                                          | 김천시        |                   | 지방도 제901호선 구간                   |
| 무릉교 북단          | 지방도 제901호선 (마산로)                | 김천시        |                   | 지방도 제901호선 구간                   |
| 구미교               |                                          | 김천시        |                   |                                         |
| 미평 교차로          | 국도 제3호선 (구성지례로) 미평1길        | 김천시        |                   |                                         |
| 지평1 교차로         | 국도 제3호선 (구성지례로) 미평2길        | 김천시        | 구성지례로와 중복 |                                         |
| 지평2 교차로         | 국도 제3호선 (구성지례로)                | 김천시        | 구성지례로와 중복 |                                         |
| 하원교               | 황악로                                   | 김천시        |                   |                                         |
| (구성면사무소입구)   | 상좌원1길                                | 김천시        |                   |                                         |
| (미평3리)            | 미평3길                                  | 김천시        |                   |                                         |
| 베네치아컨트리클럽   |                                          | 김천시        |                   |                                         |
| 송죽 교차로          | 국도 제3호선 (구성지례로)                | 김천시        |                   |                                         |
| 괴곡재               |                                          | 김천시        |                   |                                         |
| 괴곡 교차로          | 국도 제3호선 (구성지례로) 광명길 광명1길 | 김천시        |                   |                                         |
| 하강 교차로          | 국도 제3호선 (구성지례로) 하강길         | 김천시        |                   |                                         |
| 하강교               |                                          | 김천시        |                   |                                         |
| 양금 교차로          | 국도 제3호선 (구성지례로)                | 김천시        | 양금동            | 국도 제3호선 구간                       |
| (조마교 북단)        | 지방도 제903호선 (조마로)                | 김천시        | 양금동            | 국도 제3호선 구간                       |
| 양천 교차로          | 국도 제3호선 (김천순환로)                | 김천시        | 양금동            | 국도 제3호선 구간                       |
| 양금로와 직결        |                                          |               |                   |                                         |

## 주요 건물 및 시설
- 생각하는섬 (구 대덕초등학교 문의분교, 경상북도 김천시 대덕면 남김천대로 16)
- 대덕복지회관 (경상북도 김천시 대덕면 남김천대로 715)
- 대덕면 행정복지센터 (경상북도 김천시 대덕면 남김천대로 721)
- 대산농협 (경상북도 김천시 대덕면 남김천대로 722)
- 대덕보건지소 (경상북도 김천시 대덕면 남김천대로 723)
- 김천대덕우체국 (경상북도 김천시 대덕면 남김천대로 726)
- 도곡2리마을회관 (경상북도 김천시 지례면 남김천대로 1614)
- 상부정류소 (경상북도 김천시 지례면 남김천대로 1731-3)
- 지례중학교, 김천상업고등학교 (경상북도 김천시 지례면 남김천대로 1947)
- 구성파출소 (경상북도 김천시 구성면 남김천대로 2327-4)
- 김천구성우체국 (경상북도 김천시 구성면 남김천대로 2375-1)
- 구성면보건지소 (경상북도 김천시 구성면 남김천대로 2381-10)
- 구성농협 (경상북도 김천시 구성면 남김천대로 2381-17)
- 지례중학교 구성분교 (경상북도 김천시 구성면 남김천대로 2466)
- 베네치아컨트리클럽 (경상북도 김천시 구성면 남김천대로 2532)
- 김천농업기술센터 (경상북도 김천시 남김천대로 3296-22)
- 김천중앙고등학교 (경상북도 김천시 남김천대로 3363)